# Gunnar V. Philipson
Gunnar Valfrid Philipson, känd som Gunnar V. Philipson, född 8 november 1883 i Skällviks församling i Östergötlands län, död 21 mars 1970 i Oscars församling i Stockholm, var en svensk bilhandlare och entreprenör som grundade företaget Philipsons och som gick under smeknamnet "bilkungen".

## Biografi

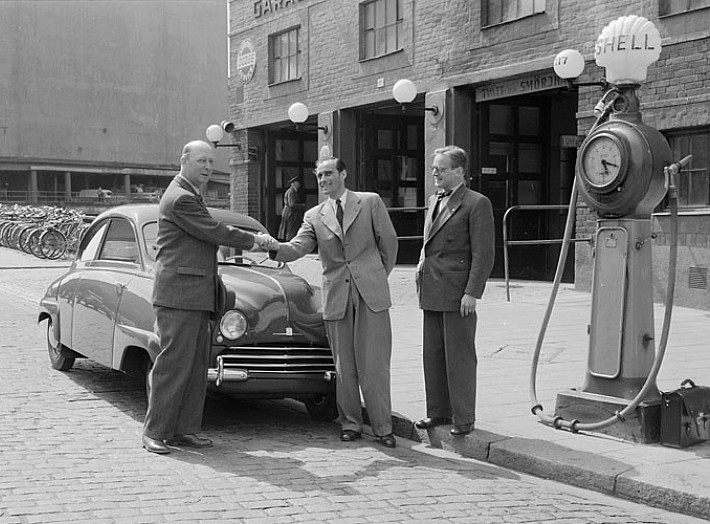
Gunnar V. Philipson (t.v.) och en Saab 92 framför Automobilpalatset.

Philipson var son till godsägare Josef Philipson och Adolfina Jacobsdotter. Han genomgick handelsskola i Lübeck. Hans verksamhet skulle bli omfattande, han grundade Philipsons Bil 1908, byggde det så kallade Automobilpalatset i Stockholm 1926 och startade Svenska bilfabriken 1934. Han tog initiativet till den svenska SAAB-bilen 1945 och var dess generalrepresentant. 1951 öppnade han sammansättningsfabriken IMA i Bryssel.
Gunnar V. Philipson blev importör för flera stora internationella bilföretag, bland annat Daimler Benz, och byggde genom detta upp en stor förmögenhet. Philipson startade även en fabrik för slutmontering av amerikanska bilar, och tillverkade en tid ett eget bilmärke under namnet Philipin.
Han var gift med den 34 år yngre Märta Philipson (1917–1997) som ärvde företagsimperiet efter makens bortgång. Paret fick tre barn: Aje Philipson (född 1943), Gunilla Philipson (1944–2009) och Thomas Philipson (född 1945). Märta Philipson donerade senare pengar till en stiftelse vid namn Märta och Gunnar V. Philipsons Stiftelse som stödjer medicinsk forskning. Gunnar Philipson är begravd på Norra begravningsplatsen utanför Stockholm.